# Ilyphagus caudatus
Ilyphagus caudatus är en ringmaskart som beskrevs av Rioja 1952. Ilyphagus caudatus ingår i släktet Ilyphagus och familjen Flabelligeridae. Inga underarter finns listade i Catalogue of Life.